# Phèdre (fabuliste)
Pour les articles homonymes, voir Phèdre.
Phèdre (en latin Caius Iulius Phaedrus ou Phaeder, en grec ancien Φαῖδρος), né vers 14 av. J.-C. et mort vers 50 apr. J.-C., est un fabuliste latin d'origine thrace.
Près d'un tiers de son œuvre est repris d’Ésope dont il adapte les fables ; les deux autres tiers sont issus de son imagination. Tout comme son prédécesseur, Phèdre raconte des histoires d’animaux, mais il met en scène aussi des personnages humains et parmi ceux-ci Ésope. Au total, il composera cent-vingt-trois fables, divisées en cinq livres.

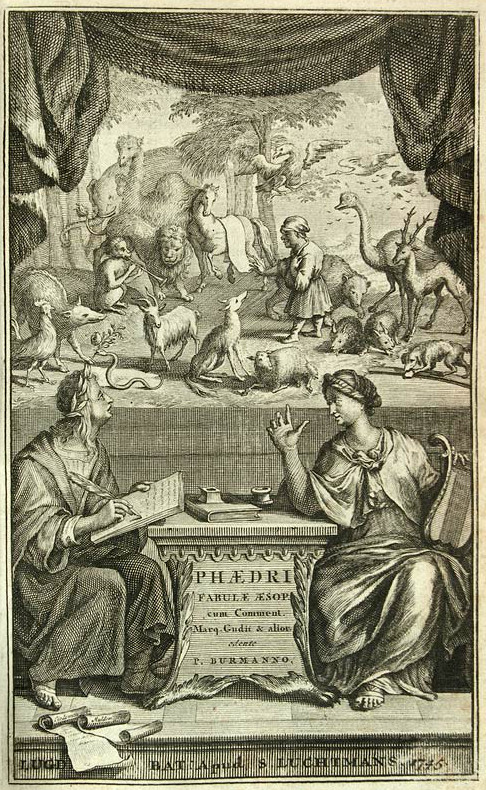
Page de titre d'un livre de fables de Phèdre en latin publié à Leyde, aux Pays-Bas, en 1745.

## Biographie
Les seuls renseignements dont on dispose au sujet de Phèdre proviennent du fabuliste lui-même, au travers de son œuvre. Né en Thrace (pays de langue grecque), probablement dans la colonie romaine de Philippi, Phèdre arrive à Rome comme esclave, sans que l'on sache dans quelles circonstances.
Il a en tout cas le moyen d'assurer sa propre formation intellectuelle, et suit la formation dispensée à l'école du Palatin, avant de se voir affranchi par un décret d'Auguste (ses manuscrits le disent Augusti libertus, « affranchi d'Auguste »). Très cultivé, il parlait grec et latin, cette langue étant  rapidement devenu sa seconde langue.

### Démêlés avec les puissants
Sous le principat de Tibère, il publie ses deux premiers livres de Fables et s'attire probablement l'inimitié du puissant Séjan, ministre de Tibère. Cette thèse s'appuie sur trois vers de l'épilogue du livre II: « Si j'avais eu un autre accusateur, un autre témoin, un autre juge enfin que Séjan [Seiano], j'avouerais avoir mérité une si grande infortune. » Elle a toutefois été remise en question par Léon Herrmann, qui lit Silano à la place de Seiano. Dès lors, Phèdre aurait offensé un des trois membres de la grande famille des Iunii Silani, hypothèse qui serait corroborée par la fable.
Le prologue du livre III veut être une justification publique : il nie toute intention ou signification cachée à ses apologues. Dans l'épilogue du même livre, il s'adresse à un certain Eutychus (auquel il s'est déjà adressé dans le prologue), personnage inconnu, difficilement identifiable au favori de Caligula, pour obtenir une absolution complète ; dans les quatrième et cinquième livres, il ne fait plus d'allusion à ses mésaventures judiciaires et on en déduit que sa supplique a reçu un accueil favorable.
Ce qui nous reste du livre V nous apprend qu'il le composa à un âge avancé: languentis ævi, « très avancé en âge ». Mais il mourut (vers 70 ?) sans pouvoir entamer un sixième livre.

## Œuvre

### Présentation par Phèdre
« C’est Ésope qui, le premier, a trouvé la matière : moi, je l’ai polie en vers sénaires. Ce petit livre a un double mérite : il fait rire et il donne de sages conseils pour la conduite de la vie. À celui qui viendrait me reprocher injustement de faire parler non seulement les animaux, mais même les arbres, je rappellerai que je m’amuse ici à de pures fictions. »

« Le genre d’Ésope est tout en exemples, et on ne doit y chercher que le but de ses fables : corriger les erreurs des hommes, et exciter en eux une vive émulation. Quelle que soit donc la nature d’un récit, s’il captive, et remplit son objet, il se recommande de lui-même, sans aucun nom d’auteur. Aussi suivrai-je scrupuleusement les traces du vieillard »

### Œuvre
Phèdre rédige un recueil intitulé Phaedri Augusti Liberti Fabulae Æsopiae (Les Fables ésopiques de Phèdre, affranchi d'Auguste). Il compte cinq livres qui contiennent cent vingt-trois fables versifiées. Chaque livre est précédé d'un prologue et suivi d'un épilogue à l'exception du livre I qui ne comporte pas d'épilogue.
Comme le titre du recueil l'indique, les Fables de Phèdre sont inspirées de son prédécesseur Ésope, et Phèdre remarque dans le prologue du livre I que « Ésope est l'inventeur de ces fables. moi, je n'ai fait que les imiter en vers iambiques » (Aesopus auctor quam materiam repperit, hanc ego polivi versibus senariis). En fait il adapte librement en vers des pièces qui étaient connues de son temps pour être d'Ésope. Seules quarante-sept pièces seraient cependant directement empruntées à Ésope[réf. nécessaire]. Parmi ses pièces les plus connues, on peut mentionner « Le Renard et les raisins verts », « Le Loup et l'Agneau », « La Part du lion », « Les Deux Besaces », et « La Perle dans le tas de fumier ».
Dans son recueil, il opte donc pour le vers, alors qu'Ésope avait choisi la prose. L'auteur latin met d'abord en scène des histoires d'animaux (qui inspireront Jean de La Fontaine), des personnages humains, lui-même, avant de s'en prendre à l'empereur Tibère et à son favori Séjan, ce qui lui vaudra l'exil. Les autres pièces en vers proviennent de sources diverses et de créations originales. Certaines semblent même être tirées de faits divers réels.

## Postérité
Phèdre n'atteint pas la gloire littéraire à laquelle il aspirait. Il n'est pas reconnu par ses contemporains qui l'ignorent, ce dont il se plaint dans le prologue du Livre III. Philippe Renaud voit même en lui un « artiste maudit » avant l'heure, et le succès le bouda tant de son vivant que dans les quatre siècles que dura l'empire romain. Et pourtant, il va influencer tous les recueils de fable (fabliers) du Moyen Âge, et une autrice comme Marie de France (en particulier dans ses isopets), mais aussi et plus encore La Fontaine, et ce même si son nom reste peu connu jusqu'à l'extrême fin du XVIe siècle. Son nom sort en effet de l'oubli, avec la découverte d'un manuscrit ancien par les humanistes français Pierre Pithou et François Pithou, qui publient en 1596 la première édition des cinq livres.
Transmise de façon fragmentaire et incomplète, la presque totalité de son œuvre n'a pu être rétablie qu'après le collationnement de différents manuscrits. Le plus important date du IXe siècle et servit à Pierre Pithou pour son édition de 1596. De l'étude et de la collation des différentes sources, il résulte que la fin du livre I est perdue, ainsi qu'une partie du livre V.
Des deux plus anciens manuscrits des fables de Phèdre, le premier, le manuscrit de Pithou, est aujourd'hui conservé ; l'autre, le manuscrit de Saint-Remi de Reims, a été détruit en 1774 dans l'incendie de la bibliothèque de cette abbaye,.

## Histoire du texte et des traductions
Louis-Isaac Lemaistre de Sacy a donné une traduction française en prose de Phèdre, sous le nom de St-Aubin. Xavier-Félix Lallemant en a publié une autre en 1758, avec un catalogue des différentes éditions. La traduction en vers par Denise, Paris, 1708 est plus facile qu’élégante. Gross en a donné une autre à Berne, 1792.
Une plus récente et bien meilleure est celle de Joseph Joly, Paris, 1813. Le traducteur a joint les fables nouvelles attribuées en 1811 à Phèdre. En effet, Giovanni Antonio Cassitto et Cataldo Janelli se sont disputé l’honneur d’avoir découvert dans la bibliothèque royale de Naples un manuscrit du XVe siècle dû à Niccolò Perotti, qui contenait trente-deux fables inédites de Phèdre — une découverte qui a causé un démêlé assez vif entre ces deux savants. Après quoi une première édition réunissant les anciennes et les nouvelles pièces, a été publiée à Paris en 1812°, et la même année, les nouvelles fables ont été imprimées séparément, avec une traduction en vers italiens, par Stefano Egidio Petroni ; ce texte est traduit la même année en prose française par Giosafatte Biagioli et paraît sous le titre Nouvelles Fables de Phèdre, traduites en vers italiens par M. Petronj, et en prose française par M. Biagioli, [with the Latin text,] avec les notes latines de l'édition originale et précédée [sic] d'une préface française par M. Ginguené, lequel semble croire à l'authenticité de ces fables. Mais tous les savants n’ont pas été de cet avis. Heyne, bon juge en cette matière, n’a pu se persuader qu’elles fussent de Phèdre. Cette opinion paraît avoir prévalu.
En fait de traductions françaises, on peut signaler encore celle de l’abbé Beuzelin, qui y a joint un examen critique de ces apologues latins comparés aux fables de la Fontaine (Paris, 1826), celle d’Ernest Panckoucke (Paris, 1834), dans la Bibliothèque latine-française et celle de Louis Pomey (Ollendorff, Paris, 1895). La collection publiée par M. Nisard comprend une traduction de Phèdre due à M. Flageolet et précédée d’une savante préface. Les poètes français, qui, après la Fontaine, se sont bornés à imiter quelques fables de Phèdre, ont été plus heureux que ceux qui se sont imposé la tâche de les traduire toutes ; on peut citer Richer, Rivery, du Cerceau et M. Grénus.
Parmi les traductions étrangères, on remarquera celle de Trombelli, en vers italiens, réimprimée à Paris en 1783.

### Traductions
- Fables de Phèdre, trad. du latin par E. Panckoucke, Paris, C.L.F. Panckoucke, 1839, 384 p. (V-LVI, introduction; 58 ss, Fables, texte bilingue) [lire en ligne (page consultée le 23 novembre 2022)]
- Fables de Phèdre, trad. du latin par E. Panckoucke et illustré par Geneviève Rostan, Paris, À l'enseigne du Pot Cassé, 1928 [1834], 204 p.
- Phèdre (texte établi et traduit par Alice Brenot), Fables, Paris, Les Belles-Lettres, 2009 (1re éd. 1924), xix, 226 (ISBN 978-2-251-01139-4).
- Phèdre, Les Fables, Édition E. Roux, trad. E. Panckoucke, Préface Nathalie Desgrugillers, Clermont-Ferrand, éd. Paleo, coll. Bibliothèque de l'Antiquité, 2014, 144 p.  (ISBN 978-2-849-09920-9) (ISBN 978-2-251-01139-4)
- Phèdre (ill. Grandville, choix des textes, traduction du latin, préface et notes d'Estelle Debouy; édition bilingue), Fables, Paris, Rivages Poche, coll. « Petite bibliothèque », 2018, 270 p. (ISBN 978-2-743-64479-6).

### Études
- (en) Edward Champlin, « Phaedrus the Fabulous », The Journal of Roman Studies, vol. 95,‎ 2005, p. 97-123 (lire en ligne).
- (en) Rebecca M. Edwards, « Caesar Telling Tales: Phaedrus and Tiberius », Rheinisches Museum für Philologie, vol. 158,‎ 2015, p. 167-184 (lire en ligne)

- Léon Herrmann, Phèdre et ses fables, Leide, E. J. Brilll, 1950, 371 p.I. La vie et le génie de Phèdre (p. 1-174)  / II. C. Iulii Phaedri, Augusti liberti opera quae supersunt / édition et traduction des œuvres conservées de Caius Julius Phèdre, affranchi impérial. (p. 175-371)
- Hubert Zehnacker, Jean-Claude Fredouille, Littérature latine, Paris, PUF, coll. « Quadrige Manuels », 2013 (2e éd.) [1993], 544 p.  (ISBN 978-2-130-60890-5)
- Laffont - Bompiani, Le Nouveau Dictionnaire des auteurs, vol. III, Paris, Robert Laffont, coll. « Bouquins », 1994  (ISBN 978-2-221-07718-4)
- « Phèdre (Julius Phædrus) », dans Louis-Gabriel Michaud, Biographie universelle ancienne et moderne : histoire par ordre alphabétique de la vie publique et privée de tous les hommes avec la collaboration de plus de 300 savants et littérateurs français ou étrangers, 2e édition, 1843-1865 [détail de l’édition]